# イタコン酸
イタコン酸（イタコンさん、Itaconic acid）または、メチレンコハク酸（メチレンコハクさん、methylenesuccinic acid）は、クエン酸の蒸留で得られる有機化合物である。形状は白色結晶粉末で、水やエタノール、アセトンに可溶である。塩またはアニオン、エステルの場合はイタコナート(Itaconate)と呼ぶ。クエン酸の蒸留では他にシトラコン酸とメサコン酸の2種の物質が得られる。
イタコン酸の名称はアコニット酸の語句転綴（アナグラム）から考案された。